# Musikåret 1938

## Händelser
- 16 januari – Béla Bartóks Sonat för två pianon och slagverk uruppförs i Basel.
- Maj – Danska skivmärket Helofon byter namn till "Schou".[1]
- 12 maj – Arthur Honeggers oratorium Jeanne d'Arc på bålet har urpremiär i Basel med Ida Rubinstein som Jeanne.
- 22 maj – på 125-årsdagen av Richard Wagners födelse öppnar ett nationalsocialistiskt festspel med namnet Reichsmusiktage eller Riksmusikdagar i Düsseldorf. Det ska pågå till 29 maj och är tänkt att återkomma varje år (men det blir bara ett år till). Propagandaminister Goebbels håller tal och Richard Strauss dirigerar sitt eget verk "Festliches Präludium Op. 61" från 1913. Konserter kommer att ges på olika håll i staden under dessa dagar, operor uruppföras och symposier hållas där fackfolk kan diskutera hur det specifikt tyska inom musikkulturen framställs.[2]
- 24 maj – utställningen Entartete Musik öppnar i Düsseldorfs Museum Kunstpalast inom ramen för Reichsmusiktage. Utställningen pågår till 14 juni då den övergår till en vandringsutställning som gästar Weimar, München och Wien.[3]
- 22 september – Anton Weberns Stråkkvartett uruppförs i Pittsfield, Massachusetts.
- 30 december – Prokofjevs balett Romeo och Julia har urpremiär i Brno.
- okänt datum – Skivmärket Champion slutar ge ut skivor.[4]

## Årets singlar och hitlåtar
Vänligen sortera soloartister på efternamn, musikgrupper på förstabokstaven (utan engelskans "The" och "A")
- Karl Gerhard – Jag är ett bedårande barn av min tid[5]
- Gösta Jonsson – Den glada bagar'n i San Remo[6]
- Gösta Jonsson – Kaffe utan grädde[7]
- Margareta Kjellberg – I Lissabon[8]
- Erik Källqvist – Jul i främmande hamn[9]
- Sven-Olof Sandberg – Är det så här när man är kär[10]
- Lambeth Walk (ur musikalen Me and My Girl, svensk inspelning som Lorden från gränden 1949)

## Årets sångböcker och psalmböcker
- Evert Taube – Himlajord [11]

## Födda
- 19 januari – Eskil Hemberg, svensk tonsättare, dirigent och operachef.
- 25 januari
  - Etta James, amerikansk R&B-sångare.
  - Vladimir Vysotskij, rysk skådespelare, sångare och poet.
- 28 januari – Mats Paulson, svensk sångare, poet, målare och visdiktare.
- 16 februari – John Corigliano, amerikansk tonsättare.
- 9 mars –  Barbro Svensson, Lill-Babs, svensk sångare.
- 7 april
  - Spencer Dryden, amerikansk musiker, trumslagare i Jefferson Airplane.
  - Freddie Hubbard, amerikansk jazztrumpetare.
- 15 april – Björn Alke, svensk kompositör.
- 26 april – Duane Eddy, amerikansk rockmusiker (gitarr).
- 4 maj – Leif Söderström, svensk operaregissör och librettist.
- 20 maj – Einar Berg, svensk operasångare.
- 26 maj – William Bolcom, amerikansk tonsättare och pianist.
- 9 juni – Eje Thelin, svensk jazztrombonist och kompositör.
- 9 juli – Björn Wilho Hallberg, svensk tonsättare.
- 13 juli – Carl Johan De Geer, svensk konstnär, författare, filmskapare, musiker, designer, kulturjournalist, fotograf och scenograf.
- 13 augusti – Michael J. Smith, amerikansk-svensk jazzpianist och tonsättare.
- 21 augusti – Kenny Rogers, amerikansk countrysångare.
- 6 september – Lillemor Dahlqvist, svensk sångare och skådespelare.
- 3 oktober – Eddie Cochran, amerikansk rockmusiker.
- 6 november – P.J. Proby, amerikansk sångare, låtskrivare och skådespelare.
- 8 november – Jan Åke Hillerud, svensk tonsättare, pianist, dirigent och musikpedagog.
- 12 december – Connie Francis, amerikansk sångare.

## Avlidna
- 20 januari – Erik Åkerberg, 78, svensk tonsättare, organist och dirigent.
- 20 mars – Oskar Textorius, 74, svensk skådespelare, sångare och teaterdirektör.
- 8 april – King Oliver, 52, amerikansk jazzmusiker (kornett) och orkesterledare.
- 23 april – Anna Maria Roos, 77, svensk lärare, författare, och sångtextförfattare.
- 16 augusti – Robert Johnson, 27, amerikansk bluessångare och gitarrist.
- 5 oktober – Salomon von Otter, 62, svensk officer, ämbetsman, tonsättare och musiker.

### Fotnoter
1. ↑  ”78:or & film”. Arkiverad från originalet den 25 januari 2022. https://web.archive.org/web/20220125222356/http://musiknostalgi.atspace.cc/schou.htm. Läst 3 juni 2011.
2. ↑  Se följande två wikipediaartiklar: de:Reichsmusiktage och de:Musikwissenschaftliche Tagung 1938.
3. ↑  Entartete Musik in Düsseldorf 1938 (archive.org) (tyska)
4. ↑  ”78:or & film”. Arkiverad från originalet den 25 januari 2022. https://web.archive.org/web/20220125221810/http://musiknostalgi.atspace.cc/champion.htm. Läst 3 juni 2011.
5. ↑  ”Svensk mediedatabas”. http://smdb.kb.se/catalog/id/000095469. Läst 22 mars 2011.
6. ↑  ”Svensk mediedatabas”. http://smdb.kb.se/catalog/id/000101691. Läst 22 mars 2011.
7. ↑  ”Svensk mediedatabas”. http://smdb.kb.se/catalog/id/002060648. Läst 22 mars 2011.
8. ↑  ”Svensk mediedatabas”. http://smdb.kb.se/catalog/id/000089786. Läst 22 mars 2011.
9. ↑  ”Svensk mediedatabas”. http://smdb.kb.se/catalog/id/000079214. Läst 22 mars 2011.
10. ↑  ”Svensk mediedatabas”. http://smdb.kb.se/catalog/id/000101690. Läst 22 mars 2011.
11. ↑  ”Evert Taubes visböcker med innehåll”. http://www.abc.se/~m8169/taube/taubevis.html. Läst 23 mars 2011.